# Muanda
Muanda, também chamada de Moanda, é uma cidade e território situado na costa do Oceano Atlântico da República Democrática do Congo, na foz do rio Congo. Está situada na província de Congo Central e tinha uma população de 86.896 em 2010. É a maior das três cidades litorâneas do país, sendo as outras Banana e Banga-Nsiamfumu. O centro da cidade de Muanda fica a 10 quilômetros a norte da pequena localidade de Banana, na península de Banana, a 11 quilômetros a sudeste de Banga-Nsiamfumu (Ponto Kipundji) e a 9 quilômetros a oeste de Quitona. Sua ligação com as suas vizinhas litorâneas se dá pela Rodovia Trípoli–Cidade do Cabo.
As principais atividades econômicas da cidade estão concentradas no Terminal Petrolífero de Muanda, composto por várias plataformas, oleodutos e um petroleiro permanente, que estão localizadas no Complexo Portuário de Banana-Muanda-Quitona. O território de Muanda contém depósitos de petróleo na bacia sedimentar localizada na costa atlântica, sobre uma área de aproximadamente 7.000 km² (86% em terra e 14% no mar). Esta área corresponde a uma extensão dos campos petrolíferos angolanos de Cabinda para dentro da República Democrática do Congo. A prospecção de petróleo remonta a antes de 1940, mas a autorização de exploração de petróleo foi concedida somente em 1959 e a extração somente iniciou-se em 1963, com a primeira perfuração do poço Lindu-1 pela Companhia Congolesa de Pesquisa e Exploração de Petróleo (SOCOREP). Trabalhos geológicos e geofísicos realizados entre 1959 e 1982 levaram à descoberta de cinco campos de petróleo. A intensa atividade de pesquisa levou à identificação de sete campos em 1976. O número de poços foi estimado em 235 no final de 2012.
A cerca de 80 km a montante de Muanda, na margem norte do rio Congo, fica a cidade de Boma, o segundo maior porto quinxassa-congolês. A grande largura e profundidade do rio Congo permitem que navios cheguem a Boma e ao maior porto, Matadi, apesar da distância da costa (130 km). A cidade tem um aeroporto e também é conhecida por suas instalações turísticas voltadas para as praias à beira mar.